# 叶昌保
叶昌保（1944年—），湖北洪湖人，汉族，中华人民共和国政治人物、第十二届全国人民代表大会湖北地区代表。
毕业于洪湖县铁牛中学专业。加入中国共产党。担任洪湖市新堤办事处洪林村党委书记。2008年起担任全国人大代表。2013年，担任全国人大代表。